# Двоголівочка мінлива
{{#ifeq:0|0|{{#if:Dicranella varia|{{#if:|[[]}}|[[]]}}}}
Двоголівочка мінлива (Dicranella varia) — вид мохів порядку дикранальних (Dicranales).

## Поширення
Батьківщиною є Європа, Макаронезія, Північна Америка, Південна Америка, Азія.
Населяє вологий, вапняний ґрунт, особливо глинистий, у відкритих, порушених місцях, таких як придорожні канави; від низьких до високих висот.

## Характеристика
Рослини 4–15 мм, від брудно- до світло-зелених або жовтуватих. Листки прямовисно-розлогі чи ± серпувато-однобічні, до 2 мм, поступово звужуються від ланцетної основи до лінійно-ланцетного, ± кілеподібного відгину, тупого чи гострого на вузькому кінчику; краї нерівномірно загнуті над базальною частиною листка, цільні, за винятком крайньої верхівки. Вид дводомний. Коробочкові ніжки червоні чи бліді, червонувато-жовті, 5–8(16) мм. Коробочка 0.7–1 мм, короткояйцювата, прямовисна чи частіше нахилена до горизонталі, вигнуто-асиметрична, гладенька. Спори 14–20 мкм, гладкі або нечітко шорсткі. Коробочки дозрівають навесні.

## Галерея

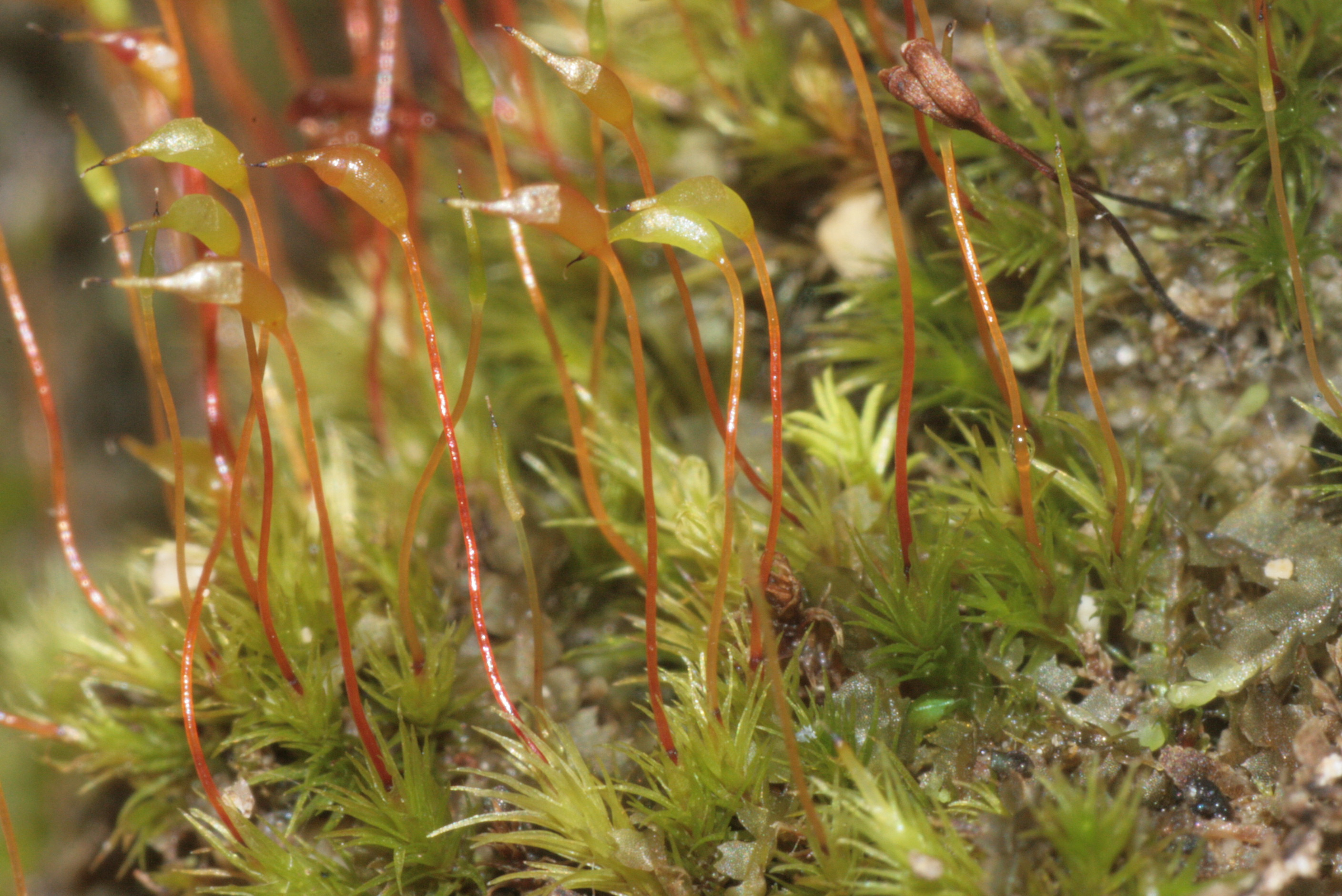
Загальний вигляд
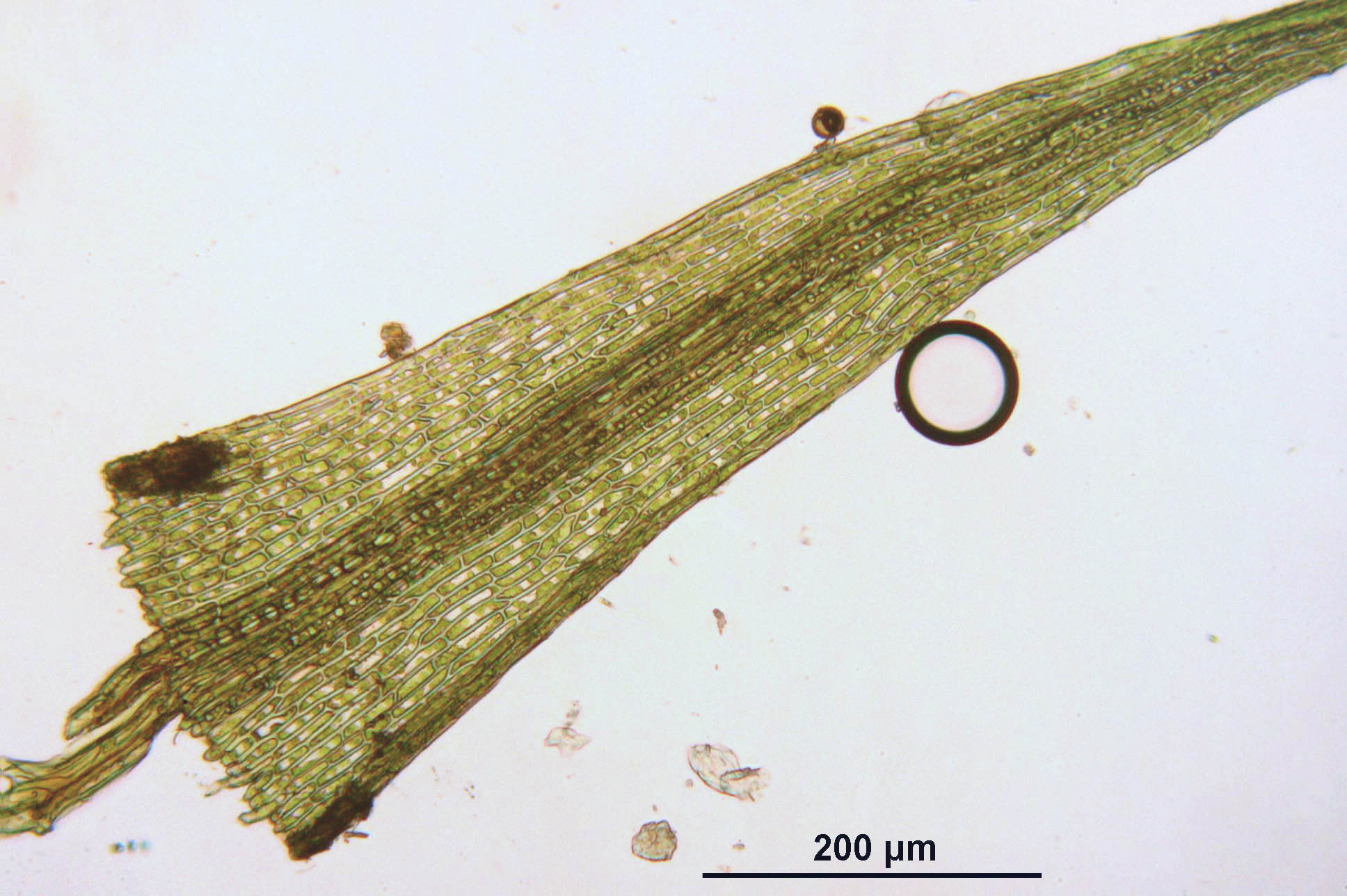
Листок